# テロルの箱船
『テロルの箱船』（テロルのはこぶね）は、戯作：宮田雪・作画：かわぐちかいじによる日本の漫画作品。『ヤングコミック』（少年画報社）1972年5月24日号から同年8月23日号に連載された。
2007年に「襤褸の剣鬼」（岡田以蔵を描いた物語）を同時収録した単行本がチクマ秀版社より販売された（ISBN 978-4-8050-0476-0）。巻末の解説は高取英が書いている。

## 概要
清河八郎の暗殺（本作では、近藤勇、土方歳三、沖田総司らによる犯行とされる）から、芹沢鴨一派の暗殺、脱隊した山南敬助の処刑、御陵衛士として分派した伊東甲子太郎らの暗殺を描く。

## あらすじ
文久3年。横溝獏は蘭医らが密かに行う腑分けに参加するも嘔吐してしまう。蘭医らから拒絶された帰り道、京都四条堀川で、清河八郎を暗殺する沖田総司らを目撃。沖田の太刀筋に魅入られた横溝は新撰組へ入隊する。そこで、横溝は局長の芹沢鴨に命じられ、局中法度に背いた隊士を斬首する。
以後、横溝は闇に呑まれて、多くの要人を暗殺し、その功績によって一番隊伍長の地位を得る。しかし、暗殺は横溝の心身を蝕み、いつしか横溝は結核を患って血を吐くようになっていた。
慶応3年。伊東甲子太郎は、徳川、豊臣の両者に家を分け存続を謀った真田氏を例えに、幕臣となった新撰組から勤皇派を取りまとめて御陵衛士（高台寺党）として分派したが、伊東は薩摩、長州と通じ近藤勇を暗殺計画を立てるも、これを新撰組に知られて、逆に討たれてしまう。しかし、伊東は高台寺党の黒幕として別の大物がいることを示唆して息絶える。
襲いかかってくる御陵衛士残党らを切り捨てながら、高台寺へたどり着いた横溝を待ち受けていたのは、沖田総司であった。沖田を倒した横溝は、沖田総司の名を継いで一番隊組長となる。